# Basic Instinct
Pour les articles homonymes, voir Basic Instinct (homonymie).
 (février 2021).
Si vous disposez d'ouvrages ou d'articles de référence ou si vous connaissez des sites web de qualité traitant du thème abordé ici, merci de compléter l'article en donnant les références utiles à sa vérifiabilité et en les liant à la section « Notes et références ».
Série
Basic Instinct 2
(2006)
Pour plus de détails, voir Fiche technique et Distribution.
Basic Instinct (['beɪsɪk ˈɪnstɪŋkt]) est un thriller érotique franco-américano-britannique réalisé par Paul Verhoeven et sorti en 1992.
Le film se focalise sur l'officier de police Nick Curran (Michael Douglas) qui enquête sur le meurtre sauvage d'une riche rock star. Durant son enquête, Curran se lance dans une relation intense et torride avec la suspecte principale, la mystérieuse Catherine Tramell (Sharon Stone).
Avant même sa sortie, Basic Instinct suscite de nombreuses controverses dues à de nombreuses scènes de sexe explicites et l'esthétisation de la violence. Les activistes de la défense des droits LGBT critiquent violemment le film pour la manière dont sont décrites les relations homosexuelles et le portrait d'une femme bisexuelle associée à une meurtrière sociopathe. Malgré les critiques mitigées et les protestations du public, Basic Instinct est un des films les plus rentables des années 1990, engendrant plus de 352 millions de dollars de recettes dans le monde.
Le succès de ce film a lancé une mode de film du genre thriller érotique au début des années 1990. Une suite, Basic Instinct 2 avec Sharon Stone, mais sans Paul Verhoeven à la réalisation, est sortie en 2006.

## Synopsis
À San Francisco, au cours d'un rapport sexuel, une femme blonde attache au lit son partenaire Johnny Boz, un ancien rocker, avec une écharpe de soie blanche, puis le tue à coups de pic à glace. Le lendemain, l'inspecteur de la police Nick Curran et son collègue et ami Gus se rendent au domicile de Catherine Tramell, la petite amie de la victime et la dernière personne à avoir été vue avec lui. Ils tombent sur Roxy, la compagne de Catherine, qui les redirige vers la luxueuse villa côtière de celle-ci. Nick et Gus y rencontrent Catherine, une jeune femme blonde très sûre d'elle, qui leur dit crûment que sa relation avec Johnny Boz était uniquement d'ordre sexuel, et assure qu'ils sont repartis chacun de leur côté la veille. Faute d'éléments probants, les deux hommes s'en vont. Au bureau, Nick s'entretient avec Beth Garner, une psychologue dans la police et ancienne petite amie, qui le suit depuis qu'il a tué accidentellement deux touristes lors d'une fusillade. Nick, qui a cessé de boire et de fumer, lui confirme qu'il se porte bien. Nick apprend ensuite que Catherine Tramell est une écrivaine diplômée en littérature et en psychologie, et qu'elle a hérité d'une fortune après avoir perdu ses parents dans un accident mystérieux. Les enquêteurs découvrent que les tragédies vécues par Catherine constituent la trame de ses romans ; dans son dernier opus, elle décrit l'histoire d'une ex-star du rock attachée à son lit avec une écharpe blanche et tuée avec un pic à glace par sa petite amie. Ils doivent maintenant déterminer si Catherine a commis les meurtres qu'elle décrit, ou si elle est victime d'une personne qui cherche à lui nuire.
Nick et Gus retournent chez Catherine, qui accepte de collaborer à l'enquête. Pendant qu'elle se prépare, Nick l'entrevoit nue et découvre qu'elle a rassemblé des informations sur lui. Au commissariat, elle donne l'apparence qu'elle dirige les évènements : elle allume une cigarette alors que c'est interdit, et répond aux questions des policiers avec calme et aisance, tout en affichant une prétendue proximité avec Nick ; dans un geste apparemment nonchalant, elle décroise les jambes en dévoilant brièvement qu'elle ne porte pas de culotte sous sa robe. Catherine propose ensuite de passer au détecteur de mensonges et réussit le test. Nick, toujours persuadé de sa culpabilité, la reconduit chez elle, puis retrouve ses collègues dans un bar où il recommence à boire de l'alcool. Alors qu'il est accosté par le lieutenant Nilsen de l'inspection des polices, Beth arrive et s'interpose entre les deux hommes, puis ramène Nick chez elle, où il lui fait l'amour de manière brutale et non consentie. Après cela, elle lui confie qu'elle a connu Catherine à Berkeley pendant leurs études de psychologie.
Le lendemain, Nick surveille la villa de Catherine. Lorsque celle-ci part rendre visite à une amie, Nick la prend en filature mais elle conduit très vite et il manque d'avoir un accident. Il découvre que l'amie de Catherine, Hazel Dobkins, a tué toute sa famille sur un coup de tête, et que le directeur de recherche de Catherine à Berkeley a été tué à coups de pic à glace. En outre, il apprend que Roxy a elle aussi un passé de meurtrière. Nick retourne chez Catherine et constate qu'il est le personnage principal de son nouveau roman. Catherine le provoque en évoquant des éléments intimes de sa vie passée et l'affaire des touristes ; elle affirme qu'il a pris plaisir à tuer et consommait sûrement de la cocaïne, ce qui lui a coûté son mariage. De retour au commissariat, Nick provoque une altercation avec Nilsen, qu'il soupçonne d'avoir vendu son dossier à Catherine. Beth va chez Nick pour l'aider, mais il lui reproche d'avoir fourni à Nilsen le rapport de son expertise psychologique. Beth lui répond que c'était pour favoriser sa défense lors de l'enquête. Peu après, Nilsen est retrouvé abattu par balle. Beth fournit un alibi à Nick en déclarant qu'ils étaient ensemble, mais sa hiérarchie le suspend le temps de l'enquête.
Plus tard, Catherine et Nick se retrouvent dans une boîte de nuit. De retour chez elle, pendant qu'ils font l'amour, elle l'attache au lit, comme Johnny Boz l'avait été lors de son meurtre. Roxy, qui est très jalouse et qui a observé la scène, menace de le tuer. Plus tard, Nick retrouve Gus qui lui reproche de se laisser influencer par Catherine. Roxy, au volant d'une des voitures de Catherine, tente ensuite de renverser Nick, qui s'élance à sa poursuite dans les rues de San Francisco. La voiture finit par quitter la route et Roxy meurt sur le coup. Nick retourne chez Catherine où celle-ci, très affectée par la mort de Roxy, déplore la perte de tous ceux qu'elle aime. Ils font l'amour de façon apaisée, puis Catherine se confie sur ses déboires amoureux avec une fille qu'elle avait connue à l'université et qui était devenue obsédée par elle au point de s'habiller et de se coiffer comme elle. Nick découvre que Beth est cette fille, et lui reproche d'avoir caché sa relation avec Catherine, mais elle se justifie en lui disant que c'était au contraire Catherine qui l'imitait. Nick enquête ensuite sur l'ancien mari de Beth, qui a été abattu des années plus tôt. Beth n'avait pas été inquiétée faute de preuve. En questionnant un policier, Nick apprend que Nilsen avait récemment enquêté sur ce sujet. Nick cherche dans les archives la déposition que Catherine lui a dit avoir déposée contre Beth, mais celle-ci a disparu, emportée par Nilsen un an auparavant. Maintenant persuadé de la culpabilité de Beth, Nick suppose qu'obsédée par Catherine, elle a tué Johnny Boz, l'amant de celle-ci, pour faire croire à sa culpabilité. Quant à Nilsen, elle l'aurait éliminé parce que celui-ci avait découvert la disparition de son mari dans des circonstances singulières et l'affaire de l'université. Revenant vers Catherine, celle-ci fait brutalement comprendre à Nick que leur relation est finie car, son dernier livre étant terminé, elle n'a plus besoin de lui.
Pendant ce temps, Gus se rend dans un immeuble à un rendez-vous avec une femme qui dit être une ancienne colocataire de Catherine à l'université. En sortant de l'ascenseur, Gus est poignardé violemment par une personne blonde portant un imperméable, armée d'un pic à glace. Nick, qui a eu un pressentiment et s'est lancé à sa recherche, le découvre agonisant. Beth arrive sur cet entrefait et lui affirme qu'elle a reçu un message lui donnant rendez-vous à cet endroit avec Gus. Nick, suspicieux, la met en joue puis, la voyant mettre une main dans sa poche, l'abat. Dans son dernier souffle, elle lui déclare son amour tandis que Nick découvre qu'elle n'était pas armée. Il est par la suite disculpé après la perquisition des lieux. On découvre en effet à proximité un pic à glace correspondant à celui des précédents meurtres, un imperméable de police ensanglanté, une perruque blonde et, chez Beth, le pistolet qui a tué Nilsen ainsi que de nombreux articles de presse montrant qu'elle a toujours suivi la vie de Catherine. Enfin, l'examen de son répondeur téléphonique ne confirme pas le prétendu rendez-vous avec Gus.
Nick et Catherine se retrouvent. Elle lui confie qu'elle ne souhaitait pas s'engager avec lui de peur de le perdre, puis ils font l'amour et évoquent leur avenir alors que, pendant tout ce temps, un pic à glace est caché sous le lit.

## Fiche technique
Sauf indication contraire, les informations mentionnées dans cette section peuvent être confirmées par la base de données cinématographiques IMDb,  présente dans la section « Liens externes ».
- Titre original : Basic Instinct
- Réalisation : Paul Verhoeven
- Scénario : Joe Eszterhas
- Musique : Jerry Goldsmith
- Décors : Terence Marsh
- Costumes : Nino Cerruti et Ellen Mirojnick
- Photographie : Jan de Bont
- Son : Nelson Stoll, Michael J. Kohut, Carlos Delarios
- Montage : Frank J. Urioste
- Production : Alan Marshall
  - Production déléguée : Mario Kassar
  - Production associée : William S. Beasley et Louis D'Esposito
- Sociétés de production[2] : Carolco Pictures (États-Unis), Studiocanal (France)
- Sociétés de distribution[2] : TriStar Pictures (États-Unis), Guild Film Distribution (Royaume-Uni), UGC (France)
- Budget : 49 millions de dollars[3]
- Pays de production :  États-Unis,  France,  Royaume-Uni
- Langue originale : anglais
- Format[4] : Couleur (Technicolor) - 35 mm - 2,39:1 (Cinémascope) – son Dolby SR, LC-Concept Digital Sound (France)
- Genre : thriller érotique, drame, policier
- Durée : 127 minutes - 128 minutes (version non censurée)
- Dates de sortie[5] :
  - États-Unis : 20 mars 1992 (version censurée)
  - Canada : 20 mars 1992 (version censurée)
  - France : 7 mai 1992 (Festival de Cannes), 8 mai 1992 (sortie nationale version non censurée)
  - Royaume-Uni : 8 mai 1992
- Classification[6] :
  - États-Unis : R – Restricted (les enfants de moins de 17 ans doivent être accompagnés d'un adulte)
  - France : interdit aux moins de 16 ans lors de sa sortie en salles[7], réévalué en interdit aux moins de 12 ans depuis 1996[8]
  - Royaume-Uni : interdit aux moins de 18 ans

## Distribution
- Michael Douglas (VF : Patrick Floersheim) : l'inspecteur Nick Curran
- Sharon Stone (VF : Micky Sébastian) : Catherine Tramell
- George Dzundza (VF : Daniel Russo) : Gus Moran, le collègue de Nick
- Jeanne Tripplehorn (VF : Pauline Larrieu) : Dr. Elisabeth Garner / Lisa Hobermann
- Denis Arndt (VF : Jacques Richard) : le lieutenant Philip Walker
- Leilani Sarelle (VF : Élisabeth Wiener) : Roxanne « Roxy » Hardy
- Dorothy Malone (VF : Véronique Augereau) : Hazel Dobkins, amie de Catherine
- Bruce A. Young (VF : Med Hondo) : Andrews
- Chelcie Ross (VF : Jean-Claude Balard) : le capitaine Talcott
- Wayne Knight (VF : Michel Mella) : John Correli
- Daniel von Bargen (VF : Georges Beauvilliers) : le lieutenant Marty Nilsen
- Stephen Tobolowsky (VF : Nicolas Marié) : Dr. Lamott
- Benjamin Mouton (it) (VF : Éric Legrand) : Harrigan
- Jack McGee (VF : Michel Fortin) : le shérif lavant sa voiture
- Bill Cable (en) : Johnny Boz, la victime du meurtre
- Stephen Rowe (VF : Thierry Wermuth) : l'inspecteur des affaires internes
- Mitch Pileggi (VF : Patrick Messe) : l'inspecteur des affaires internes
- William Duff-Griffin (VF : Yves Barsacq) : Dr. Myron
- James Rebhorn (VF : Jean-Luc Kayser) : Dr. McElwaine
- David Wells (es) (VF : Jean-Pierre Leroux) : l'examinateur du détecteur de mensonges
- Bradford English (en) (VF : Christian Peythieu) : le policier aux archives du campus
- Adilah Barnes (VF : Émilie Benoît) : l'infirmière noire à l’accueil

Source et légende : Version Française (VF) sur RS Doublage

## Production

### Développement
Joe Eszterhas écrit le scénario, d'abord intitulé Love Hurts, en treize jours dans les années 1980. Très prisé par les studios, le script devient si populaire qu'il provoque une guerre des enchères, avant d'être finalement acheté par Carolco Pictures pour trois millions de dollars, somme la plus élevée jamais payée pour un scénario à l'époque.

### Attribution des rôles

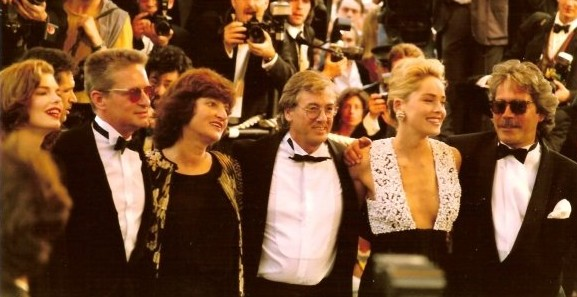
L'équipe du film au festival de Cannes 1992.

Le rôle de Nick Curran avait été proposé à une longue liste d'acteurs tels que Harrison Ford, Tom Cruise, Brad Pitt, Kevin Costner, Richard Gere, Denzel Washington, Wesley Snipes, Ray Liotta, Mel Gibson, Sean Penn, Tom Hanks, Sylvester Stallone, Jack Nicholson, Bruce Willis, Don Johnson, Al Pacino, Patrick Swayze, Christopher Walken, Nicolas Cage, Dennis Quaid, Jeff Bridges, John Travolta, Chuck Norris, Charlie Sheen, Richard Dean Anderson, Michael J. Fox, John Heard ou encore Martin Sheen. Paul Verhoeven voulait à un moment donné Peter Weller, avec qui il avait travaillé sur Robocop avant que Michael Douglas ne soit officiellement choisi[réf. nécessaire].
Le rôle de Catherine Tramell avait été proposé à Kim Basinger, Michelle Pfeiffer, Rosanna Arquette, Melanie Griffith, Bridget Fonda, Joan Allen, Jodie Foster, Helen Hunt, Marisa Tomei, Sarah Jessica Parker, Greta Scacchi, Meryl Streep, Julia Roberts, Meg Ryan, Kelly McGillis, Annette Bening, Isabella Rossellini, Kelly Lynch ou encore Lena Olin[réf. nécessaire]. Geena Davis et Ellen Barkin refusèrent à cause du caractère sulfureux du personnage et également à cause des scènes dénudées. Sharon Stone avait déjà tourné pour Paul Verhoeven dans Total Recall, où elle tenait un rôle secondaire à côté de la vedette Arnold Schwarzenegger.

### Tournage
Le tournage du film s'est déroulé du 5 avril au 28 juin 1991, en Californie, notamment à San Francisco et à Carmel-by-the-Sea.
Passionné de sport automobile, c'est Michael Douglas qui a assuré lui-même la poursuite en voiture[réf. nécessaire].

### Musique
La musique du film est composée par Jerry Goldsmith, qui avait précédemment collaboré avec Paul Verhoeven sur Total Recall. Le compositeur s'inspire en partie d'Aquarium, 7e mouvement du Carnaval des Animaux de Camille Saint-Saëns. Le compositeur avoue par la suite que sa collaboration avec le réalisateur sur ce film est l'une des plus exigeantes de sa carrière, notamment pour adapter parfaitement le thème musical à l'ambiance équivoque du film, mais qu'elle s'avère finalement une de ses meilleures expériences. Sa musique lui vaut d'être nommé à l'Oscar de la meilleure musique en 1993.

## Sortie

### Controverses
En raison de son caractère sulfureux, le tournage et, plus tard, le lancement du film sont perturbés par des ligues féministes et LGBT,.
Mais, sous la pression de ces ligues, le scénariste Joe Eszterhas avait voulu modifier certains éléments du script d'origine (ex : remplacer Nick Curran par une policière lesbienne). Il se heurte au refus du réalisateur Paul Verhoeven.
Le film est par ailleurs l'objet d'un article universitaire estimant que Basic Instinct représente à lui tout seul un grand nombre de clichés biphobes : Catherine Tramell (Sharon Stone), femme bisexuelle, est une personne sans émotion, incapable de s'attacher sentimentalement à ses conquêtes amoureuses, insatiable sexuellement dans ses aventures avec les deux sexes ; la bisexualité est plus largement représentée comme un état de « confusion » permanente entre hétérosexualité et homosexualité.
Par ailleurs, une scène retenue par beaucoup de spectateurs est celle où Catherine Tramell habillée d'une robe blanche courte, interrogée au commissariat de police, décroise et recroise très lentement les jambes. Sharon Stone a affirmé que le réalisateur lui avait demandé d'enlever sa culotte pour éviter une tache claire sur la pellicule. Et que ce n'est qu'à la projection des rushes qu'elle s'est rendu compte qu'on voyait clairement qu'elle ne portait pas de culotte. Ce n'était pas le fait de ne pas en porter qui la choquait mais le fait que le réalisateur ne lui ait pas dit la vérité et qu'il ait trouvé un prétexte. Elle s'était sentie trahie et regrette de ne pas avoir porté plainte, la scène filmant son intimité à son insu. Ce plan fait d'ailleurs partie des 42 secondes censurées à la sortie du film aux États-Unis[réf. nécessaire].
En 1992, en France, dans la commune Les Herbiers, la maire Jeanne Briand fit interdire ce film dans sa commune, décrivant ce film comme une « apologie du crime et de la violence, qui exacerbe des pulsions qui peuvent conduire au viol »,,.

### Présentation au festival de Cannes
Basic Instinct est le film d'ouverture du festival de Cannes 1992, qui marque les 45 ans de l'évènement. La révélation du festival reste sans conteste Sharon Stone. Venue avec le réalisateur et Michael Douglas, c'est à cet instant qu'elle fut catapultée au rang de star du cinéma et de sex symbol international[réf. nécessaire].

### Sortie en salles
Basic Instinct est amputée de certaines scènes pour sa sortie en salles États-Unis dues au référencement cinématographique de la MPAA (le film a dû être soumis à sept reprises à la Motion Picture Association of America, afin de lui éviter le classement NC-17). Néanmoins, la version intégrale est visible en Europe, notamment lors de la sortie en salles en France du long-métrage. C'est la version européenne qui est sortie en DVD avec l’appellation version non censurée, sur le territoire américain.

### Accueil critique
Basic Instinct a obtenu des critiques mitigées dans les pays anglophones, obtenant une moyenne de 43⁄100 sur le site Metacritic et 55 % d'avis favorables sur le site Rotten Tomatoes avec une note moyenne de 5,3⁄10.
Si Janet Maslin du New York Times fait l'éloge du film et que Peter Travers (en) de Rolling Stone, salue également le film et notamment la performance de Sharon Stone, d'autres critiques cinématographiques de presse rejettent Basic Instinct, comme Roger Ebert, du Chicago Sun-Times, lui donnant deux étoiles sur quatre, qui indique que le film est bien conçu mais s'essouffle dans la dernière demi-heure. D'autres critiques lui attribuent des commentaires négatifs, qualifiant le film de « pornographique, misogyne et homophobe ».
Ce sont les critiques internationales qui accueillent favorablement le film, notamment en Australie avec le Sunday Times qui qualifie le film d'une des « plus belles productions » des années 1990 et également en France, qui salue la qualité et l'intrigue du film et les performances de Michael Douglas et Sharon Stone.

### Box-office
La réaction de la critique n'a pas empêché Basic Instinct de connaître un véritable succès commercial aux États-Unis, et à l'étranger, puisque le film est parvenu à se classer dans les dix premières places du box-office américain pendant trois mois (quatorze semaines), avec 107 856 619 dollars, pour finir son exploitation avec 117 727 224 dollars, dépassant son budget de 49 000 000 dollars.
En France, sorti en plein festival de Cannes 1992, où il est présenté le jour précédant sa sortie nationale, il rencontre également un succès public. Il totalise plus de quatre millions d'entrées, devenant ainsi le film ayant réalisé le plus d'entrées en 1992.
À l'international, le film récolte 235 200 000 dollars de recettes et un total de 352 927 224 dollars dans le monde (comprenant les recettes américaines et internationales).

## Distinctions
Entre 1992 et 2013, Basic Instinct est sélectionné 35 fois dans diverses catégories et a remporté 5 récompenses,.
Le film est nommé pour deux Oscars et deux Golden Globes (Le compositeur Jerry Goldsmith (Oscar et Golden Globe) pour sa partition originale, Frank Urioste (Oscar) pour le montage et Sharon Stone pour le Golden Globe de la meilleure actrice).
Le film a aussi été nommé pour trois Razzie Awards, en 1993 : Michael Douglas (plus mauvais acteur), Jeanne Tripplehorn (plus mauvais second rôle féminin) et Sharon Stone (plus mauvaise révélation d'acteur).

### Récompenses
| Année | Festivals de cinéma       | Prix                                                         | Lauréat(es)                      |
| ----- | ------------------------- | ------------------------------------------------------------ | -------------------------------- |
| 1992  | Golden Screen             | Golden Screen décerné à la Société de distribution allemande | Scotia International Filmverleih |
| 1992  | Nikkan Sports Film Awards | Nikkan Sports Film Award du meilleur film étranger           | -                                |
| 1993  | BMI Film and TV Awards    | BMI Film Music Award                                         | Jerry Goldsmith                  |
| 1993  | MTV Movie Awards          | MTV Movie Award de la meilleure performance féminine         | Sharon Stone                     |
| 1993  | MTV Movie Awards          | MTV Movie Award de la femme la plus désirable                | Sharon Stone                     |

### Nominations
| Année | Festivals de cinéma                                                  | Prix                                                       | Nommé(es)                                                                    |
| ----- | -------------------------------------------------------------------- | ---------------------------------------------------------- | ---------------------------------------------------------------------------- |
| 1992  | Festival de Cannes                                                   | Palme d'Or                                                 | Paul Verhoeven                                                               |
| 1992  | Festival de Cannes                                                   | Grand Prix                                                 | Paul Verhoeven                                                               |
| 1992  | Festival de Cannes                                                   | Prix du Jury                                               | Paul Verhoeven                                                               |
| 1992  | Festival de Cannes                                                   | Prix de la mise en scène                                   | Paul Verhoeven                                                               |
| 1992  | Festival de Cannes                                                   | Prix du Jury Œcuménique                                    | Paul Verhoeven                                                               |
| 1992  | Festival de Cannes                                                   | Prix de la Jeunesse                                        | Paul Verhoeven                                                               |
| 1992  | Festival de Cannes                                                   | Prix du 45e anniversaire du Festival International du Film | Paul Verhoeven                                                               |
| 1992  | Awards Circuit Community Awards (ACCA)                               | Meilleure actrice dans un rôle principal                   | Sharon Stone                                                                 |
| 1992  | Awards Circuit Community Awards (ACCA)                               | Meilleur montage de film                                   | Frank J. Urioste                                                             |
| 1993  | Academy of Science Fiction, Fantasy and Horror Films / Saturn Awards | Meilleur film d'horreur                                    | -                                                                            |
| 1993  | Academy of Science Fiction, Fantasy and Horror Films / Saturn Awards | Meilleur réalisateur                                       | Paul Verhoeven                                                               |
| 1993  | Academy of Science Fiction, Fantasy and Horror Films / Saturn Awards | Meilleur scénario                                          | Joe Eszterhas                                                                |
| 1993  | Academy of Science Fiction, Fantasy and Horror Films / Saturn Awards | Meilleure musique                                          | Jerry Goldsmith                                                              |
| 1993  | Academy of Science Fiction, Fantasy and Horror Films / Saturn Awards | Meilleure actrice                                          | Sharon Stone                                                                 |
| 1993  | Chicago Film Critics Association Awards (CFCA)                       | Meilleure actrice                                          | Sharon Stone                                                                 |
| 1993  | Golden Globes                                                        | Meilleure actrice dans un film dramatique                  | Sharon Stone                                                                 |
| 1993  | Golden Globes                                                        | Meilleure musique de film                                  | Jerry Goldsmith                                                              |
| 1993  | Japan Academy Prize                                                  | Meilleur film étranger                                     | -                                                                            |
| 1993  | MTV Movie Awards                                                     | Meilleur film                                              | -                                                                            |
| 1993  | MTV Movie Awards                                                     | Meilleure performance masculine                            | Michael Douglas                                                              |
| 1993  | MTV Movie Awards                                                     | Meilleur duo à l'écran                                     | Michael Douglas et Sharon Stone                                              |
| 1993  | MTV Movie Awards                                                     | Meilleure méchante                                         | Sharon Stone                                                                 |
| 1993  | Oscars / Academy Awards                                              | Meilleur montage                                           | Frank J. Urioste                                                             |
| 1993  | Oscars / Academy Awards                                              | Meilleure musique originale                                | Jerry Goldsmith                                                              |
| 1993  | Razzie Awards                                                        | Pire acteur                                                | Michael Douglas                                                              |
| 1993  | Razzie Awards                                                        | Pire second rôle féminin                                   | Jeanne Tripplehorn                                                           |
| 1993  | Razzie Awards                                                        | Pire révélation                                            | Hommage de Sharon Stone à Theodore Cleaver                                   |
| 2001  | DVD Exclusive Awards                                                 | Meilleur documentaire rétrospectif original                | Jeffrey Schwarz (pour Blonde Poison : The Making of 'Basic Instinct' (2001)) |
| 2011  | Festival international du film de Saint-Sébastien                    | Rétrospective thématique                                   | Paul Verhoeven                                                               |
| 2013  | 20/20 Awards                                                         | Meilleure actrice                                          | Sharon Stone                                                                 |

## Commentaires